# Coracina caledonica
El oruguero de Melanesia (Coracina caledonica) es una rara especie de ave paseriforme en la familia Campephagidae.
Es una especie de oruguero grande midiendo unos 32 a 37 cm de largo, su cola es larga y cuadrada, y su plumaje es gris oscuro. Los ojos de los adultos son amarillos, mientras que los de los juveniles son oscuros.

## Distribución y hábitat
Se lo encuentra en Nueva Caledonia, isla Bougainville, las islas Salomón, y Vanuatu. Sus hábitats naturales son los bosques bajos húmedos subtropicales o tropicales y los bosques montanos húmedos subtropicales o tropicales.